# Pantana hyperbuana
Pantana hyperbuana är en fjärilsart som beskrevs av Van Eecke 1928. Pantana hyperbuana ingår i släktet Pantana och familjen tofsspinnare. Inga underarter finns listade i Catalogue of Life.